# 国鉄EF51形電気機関車

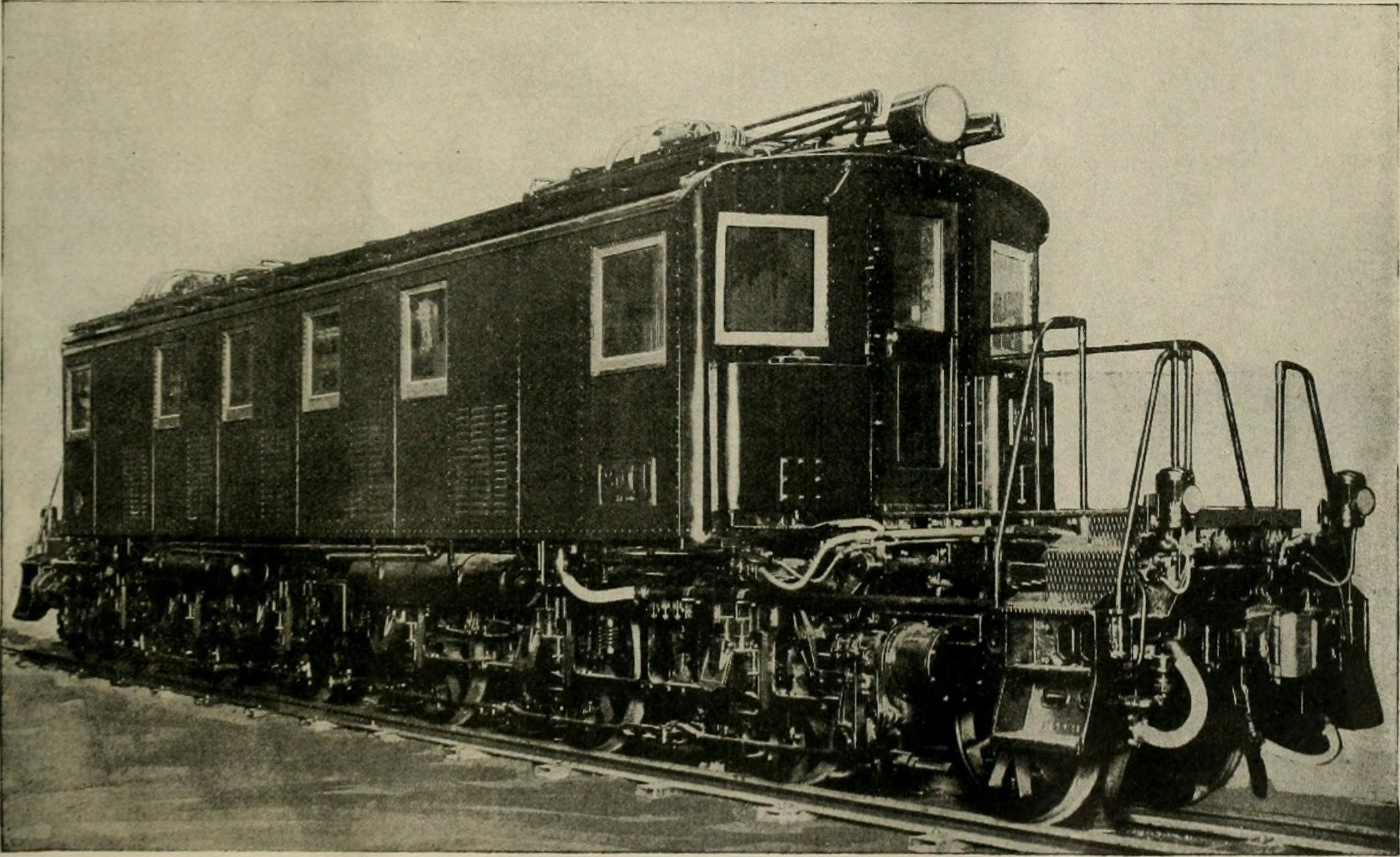
8011号（1926年）

EF51形は、日本国有鉄道（国鉄）の前身である鉄道省が輸入した大型の直流用電気機関車である。

## 概要
東海道本線東京 - 国府津間用にアメリカのウェスティングハウス・エレクトリック社（Westinghouse Electric/電気部分）とボールドウィン社（Baldwin/機械部分）の合作により1926年（大正15年）に2両が製造された。
製造当初は8010形（8010, 8011）と称したが、1928年（昭和3年）10月の車両形式称号規程の改正により、EF51形（EF511, 2）に形式番号が改められた。
1軸の先輪を有する旅客列車用の電気機関車で、箱形の車体の前後にデッキがある。同じ輸入F型機でも、むやみに角張っていて武骨なイギリス製のEF50形と異なり、直線基調だが簡潔でスマートな外観を備える。前面には後退角がつけられて3面折妻となっており、前面窓下には砂箱が設けられている（1号機は上越線時代に撤去）。屋根上には、パンタグラフが2基設置されている。同じメーカー製のED53形とは、車体の長さや足回りを除いて外観が非常に似ている。
電装機器面では、主幹制御器に電磁空気単位スイッチ式を採用しており電動機の組合せも直列・直並列・並列の3段組合せ式である。さらに高速度遮断器を装備していた。このように全体として堅実な設計を採っていたことで故障が少なく、使用成績は良好であった。
これに意を得た鉄道省は、国産大型機関車EF52形の開発に際し主要機器類について本形式をはじめとするウェスティングハウス系輸入機関車の基本システムを踏襲することで実用上の成功を収めた。その技術的系譜は戦後のEF58形にまで及んでおり、台車や車体構造についても本機やED53形をモチーフにするなど、いわゆる「省型電気機関車」に決定的な影響を与えた。

### 履歴
本形式は実用上の信頼性は高かったものの、2両という少数であったことと軸重の軽さから比較的早く地方線区へ転出している。
1931年（昭和6年）には上越線全通に伴い水上機関庫に転出し、ED16形と共に清水トンネルを挟む電化区間の水上 - 石打間で運用された。この時期撮影された写真では、上野 - 新潟間の急行701・702列車など優等列車の牽引用に充当された様子がうかがえる。同線は勾配線区であることから、軸重を増加させるため機械室に死重としてレールを積込んで使用されたが、歯車比等の関係もあって寒冷地や勾配線区での使用には向かなかった。1936年（昭和11年）にはEF10形が同線に導入されたことで上越線での使用を終えた。
その後は東海道本線に戻ったが、阪和電気鉄道（現在のJR西日本阪和線）へ貸し出され、天王寺 - 白浜間の直通準急「黒潮」の阪和電気鉄道線内の牽引に使用されたこともあった。
太平洋戦争後は阪和線に転出し、客貨両用で使用された。1954年（昭和29年）頃には八王子機関区西国立機関支区に転出し、南武線の貨物列車牽引用に使用されたが、1959年（昭和34年）9月に2両とも廃車となった。保存機及び譲渡機はないが、解体後も機器が共通のED19形の予備品として活用されたといわれる。

## 主要諸元
- 全長：16,560mm
- 全幅：2,770mm
- 全高：3,925mm
- 運転整備重量：89.66t
- 動輪上重量：74.40t

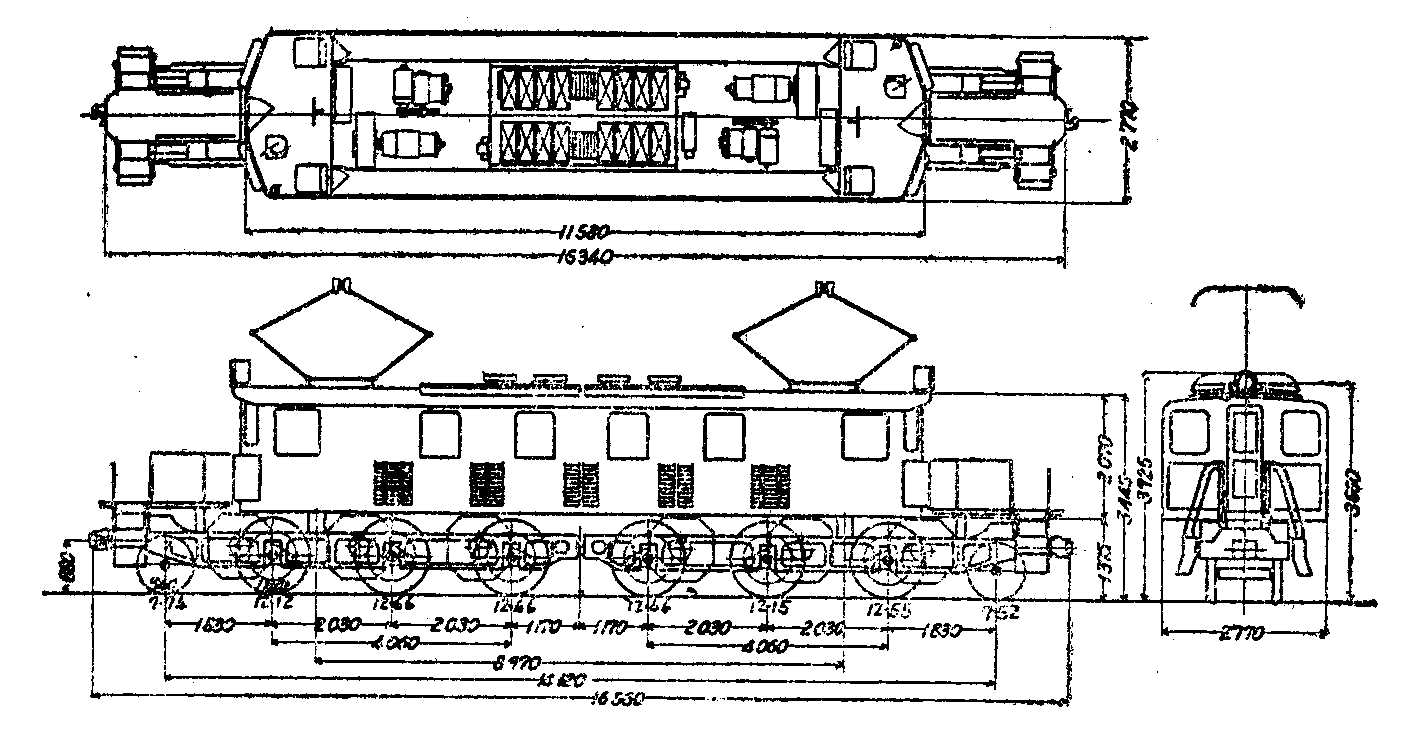
形式図

- 電気方式：直流1,500V （架空電車線方式）
- 軸配置：1C+C1
- 先台車形式：LT141
- 主電動機：MT19形×6基
- 歯車比（動輪）：25:68＝1:2.72
- 1時間定格出力：1,230kW
- 1時間定格引張力：8,500kg
- 1時間定格速度：53km/h
- 最高運転速度：95km/h
- 動力伝達方式：歯車1段減速、吊り掛け式
- 制御方式：非重連、抵抗制御、3段組み合わせ制御、弱め界磁制御
- 制御装置：電磁空気単位スイッチ式
- ブレーキ方式：EL14A空気ブレーキ、手ブレーキ